# Tanzania na Letnich Igrzyskach Olimpijskich 1996
Tanzanię na Letnich Igrzyskach Olimpijskich 1996 reprezentowało 7 zawodników: 6 mężczyzn i 1 kobieta. Był to 8 start reprezentacji Tanzanii na letnich igrzyskach olimpijskich.

## Skład kadry

### Boks
Mężczyźni
- Rashi Ali Hadj Matumla - waga lekkopółśrednia - 17. miejsce,
- Hassan Mzonge - waga średnia - 17. miejsce

### Lekkoatletyka
Mężczyźni
- Marko Hhawu - bieg na 10 000 m - 12. miejsce,
- Ikaji Salum - maraton - 69. miejsce,
- Simon Qamunga - maraton - 92. miejsce,
- Julius Sumaye - maraton - nie ukończył biegu

Kobiety
- Restituta Joseph - bieg na 800 m - odpadła w eliminacjach